# La Virgen y el Niño con mono
La Virgen y el Niño con mono es un grabado sobre cobre fechado alrededor de 1498, del artista renacentista alemán Alberto Durero (1471-1528).
Recibió un éxito inmediato y se estableció como una de las impresiones más copiadas del artista.

## Análisis

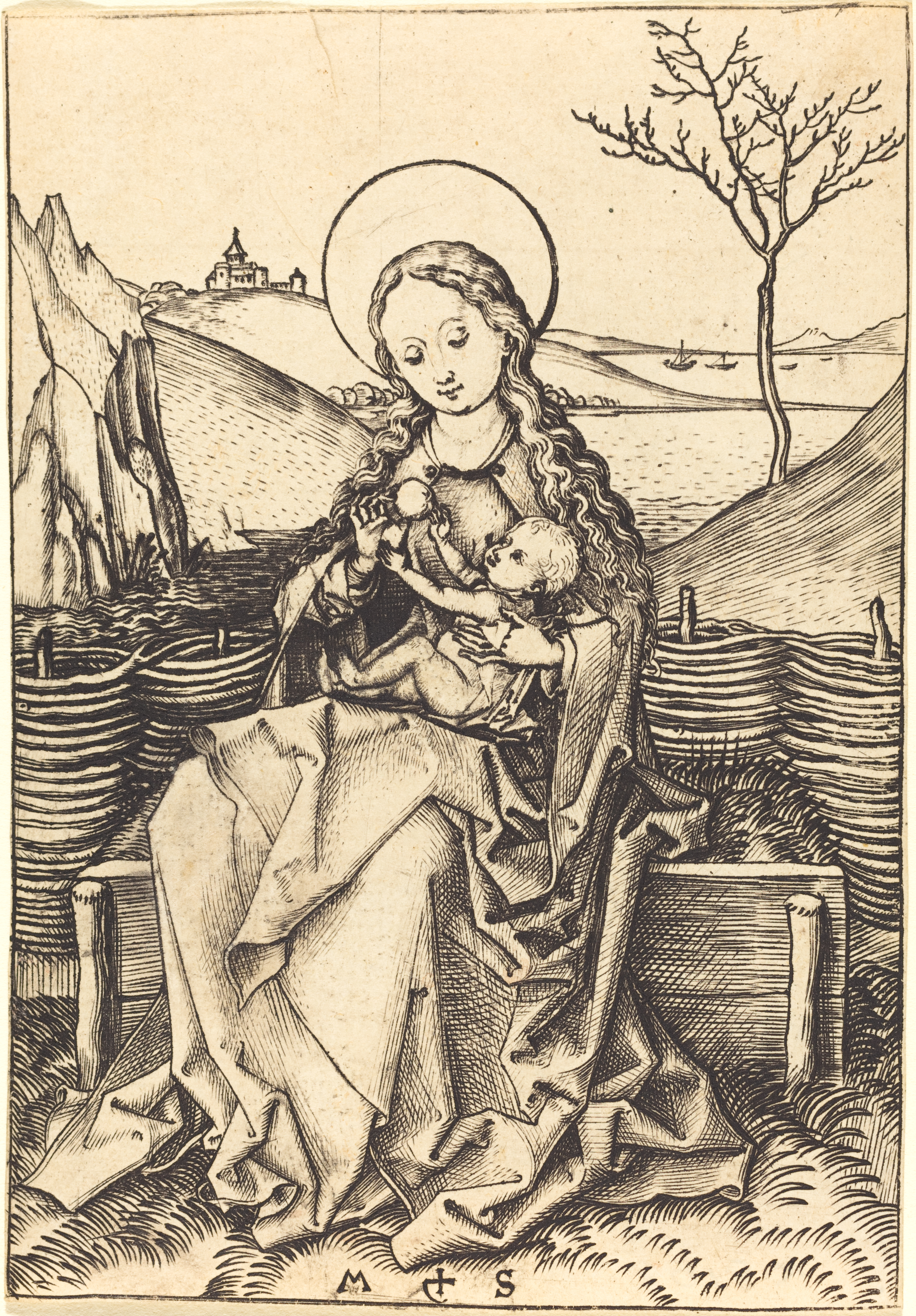
Martin Schongauer, La Virgen y el Niño sobre un banco de hierba (c. 1475-1480).

La Virgen y el Niño con mono es una de las primeras obras en las que Durero demuestra una síntesis perfectamente lograda entre influencias germánicas e italianas. Tomó prestado de Martin Schongauer el motivo del banco de hierba de su Virgen con el Niño sobre un banco de hierba (hacia 1475-1480), que ya había introducido tres años antes en La Sagrada Familia con una mariposa.
Para el movimiento del Niño alejándose de la Virgen para contemplar un pájaro que aletea en su mano, se inspiró también en la Virgen con loro, un cincel de Schongauer que le llamó especialmente la atención, como muestra la Virgen en la hornacina de Colonia que dibujó en 1494 y que es una reproducción aún más fiel.
Estas son reinterpretaciones libres: el banco de la Virgen con mono ofrece una vegetación exuberante y diversificada, el movimiento iniciado por el Niño cobra impulso, y su cuerpo desnudo, todo redondeces, gana en forma y volumen.
La Virgen se diferencia radicalmente de las del maestro renano y de las grabadas por el propio Durero en los años 1495-1498, al adoptar la apariencia de una Virgen italiana. La expresión de su rostro, donde la tristeza se mezcla con la dulzura, y el movimiento de su cuello evocan el estilo leonardesco, difundido al mismo tiempo a través del grabado, como muestra Cabeza de mujer, estampa conservada de Giovanni Antonio da Brescia en un ejemplar único en el departamento de estampas y fotografía de la Biblioteca Nacional de Francia.
La particular atención prestada al mono, un macaco grande aquí, símbolo del diablo, que María, la  nueva Eva, logra encadenar, puede aparecer también como una referencia erudita a los estudios animales de Antonio Pisanello.
Rainer Schoch subraya que sería un error considerar la diversidad de fórmulas propuestas por Durero para representar a la Virgen y el Niño durante los primeros años de su carrera como prueba de una evolución estilística que tiende inevitablemente hacia una integración cada vez más fuerte de los modelos italianos. Recuerda la importancia de las cuestiones comerciales, por las que el joven Durero rápidamente mostró preocupación: al ofrecer varios tipos de representación del mismo tema, se aseguró un público aún más amplio.

## Posteridad
La Virgen y el Niño con mono fue fuente de inspiración para los grabadores nórdicos e italianos, que copiaron el grabado en su totalidad o tomaron un motivo aislado. En algunas citas concretas, les llamó mucho la atención el delicado paisaje de fondo y, sobre todo, la típica casa rodeada de árboles cerca de Núremberg. El propio Durero dedicó una acuarela a este detalle en 1497 (Museo Británico). Giulio Campagnola, grabador activo en Venecia que estudió la obra de Durero durante sus años de formación, la introdujo en el fondo de su El rapto de Ganímedes, mientras que se inspiró en el El monstruo marino para el grupo de árboles dispuestos en primer plano. Cristofano Roberta también presenta la casita al fondo de su Adán y Eva. Entre otros, Zoan Andrea y Agostino Veneziano, otros grabadores italianos, reprodujeron la composición en su totalidad.
En el mundo germánico, Wenzel von Olmütz, el Monogramista SB o el Monogramista SxH hicieron copias. 